# Шаг вперёд 4
«Шаг вперёд 4» (англ. «Step Up Revolution», ранее назывался англ. «Step Up 4Ever») — американский 3D фильм о танцах, режиссёром которого на этот раз стал Скотт Спир. Джон М. Чу, режиссёр «Шаг вперёд 2: Улицы», «Шаг вперёд 3D», выступил в роли продюсера. Это четвёртый фильм популярной франшизы Шаг вперёд, который вышел в российских кинотеатрах 26 июля 2012 года (на день раньше, чем в США). В нём снималась Кэтрин Маккормик — участница шестого сезона «So You Think You Can Dance», представляющая хореографию Тревиса Уолла. В отличие от первых трех фильмов, которые были сняты Touchstone Pictures и распространены Walt Disney Studios Motion Pictures, этот фильм первым снят и распространён только Summit Entertainment без вовлечения Touchstone. Релиз на DVD 27 ноября 2012 года.

## Сюжет
Дочь известного бизнесмена и начинающая танцовщица Эмили (Кэтрин Маккормик) приезжает в Майами с целью развить свои профессиональные навыки в танце, но замечает Шона (Райан Гузман) — владельца танцевальной группы под названием Банда (MOB), которая организует музыкальные флэшмобы. Его команда намеревается выиграть конкурс с большим денежным призом, в то время как отец Эмили, бизнесмен Билл Андерсон (Питер Галлахер) планирует коренным образом изменить район, в котором живёт группа, и переселить людей. Но Эмили присоединяется к танцорам, несмотря на риск, и вместе с ними участвует в протестных флешмобах, показывая тем самым борьбу не за талант и профессию, а что-то более стоящее.

## В ролях
- Райан Гузман — Шон (Александр Гаврилин)
- Кэтрин Маккормик — Эмили Андерсон (Лина Иванова)
- Миша Гэбриел Хэмилтон[англ.] — Эдди (Илья Хвостиков)
- Питер Галлахер — Билл Андерсон
- Стивен «tWitch» Стэннерт — Джейсон
- Томми Дэбри — Трип
- Клеопатра Коулмэн — Пенелопа (Вероника Саркисова)
- Майкл «Xeno» Лэнджбег — Меркурий
- Клаудио Пилто — Франсиско (Кирилл Туранский)
- Марио Эрнесто Санчес — Рики
- Сабина В. Гомес — мать Рики
- Доминик Беллинчи — Сара
- Меган Бун —Клэр
- Миа Майклс[англ.] — Оливия
- Танджи Кобель —Томми (Дмитрий Куртавино)
- Кевин Энтони — Боб Купертино
- Адам Джи Севани — Роберт Александр III «Лось» (камео)
- Мари Кода — Дженни Кидо (камео)
- Чэдд «Madd Chadd» Смит — Владд (камео)
- Кристофер Скотт — «Хаер» (камео, в титрах не указан)

Режиссёр дубляжа Александр Новиков

### Cлоганы
- «Горячее не бывает»
- «One step can change your world» (перевод: «Один шаг может изменить твой мир»)
- «Every movement begins with a first step» (перевод: «Каждое движение начинается с первого шага»)

## Музыка
| 1. Travis Barker feat. Yelawolf, Twista, Busta Rhymes & Lil Jon — «Let's go» (3:13) (Первый флэшмоб на Ocean Drive) 2. Far East Movement feat. Justin Bieber & Redfoo — «Live my life» (Party Rock remix) (3:59) 3. Timbaland feat. Ne-Yo — «Hands in the air» (4:00) 4. M.I.A. — «Bad Girls» (Nick Thayer remix) (4:37) 5. Diplo feat. Lil Jon — «U don’t like me» (Datsik remix) (4:40) (Флэшмоб в противогазах) 6. Travis Porter — «Bring it back» (4:36) 7. Jennifer Lopez feat. Flo Rida & Lil Jon — «Goin’ in» (4:08) (Пляжная вечеринка) 8. Skylar Grey — «Dance without you» (Ricky Luna remix) (3:13) (Флэшмоб в ресторане) 9. Eva Simons — «I don’t like you» (Nick Thayer remix) (4:25) 10. The Cinematic Orchestra — «To build a home» (6:11) (Танец Шона и Эмили в конце) 11. M83 - “Wait” (5:43) (поцелуй в лодке) | - Sohanny and Vein — «Get loose» - Fergie feat. Pitbull & DJ Poet — «Feel alive» (Revolution remix) (4:07) - My Name Is Kay — «This is the life» (3:48) (Финальный флэшмоб, танец Эдди и Хаера) - The Glitch Mob — «Fortune days» (6:20) (Подготовка к финальному флэшмобу) - edIT — «Ants» (4:03) (Флэшмоб-протест в деловых костюмах) - Cali Swag District — «I really live it» (2:46) (Финальный флэшмоб) - Skylar Grey — «Words» (5:07) - Chris Brown feat. Pitbull — «International love» (3:29) - Ricky Luna — «Shut the lights» (1:55) (Финальный флэшмоб, танец Лося) - Stellamara — «Prituri se planinata» (NiT GriT remix) (5:54) (Флэшмоб в картинной галерее) - Torrent feat. Kraddy — «Android porn» (3:15) (Трейлер) - Nalepa — «Monday» (The Glitch Mob remix) (6:29) (Вступительный монолог Шона) - Keri Hilson feat. J. Cole — «Buyou» (4:19) (Финальный флэшмоб, танец Дженни Кидо) - Yung Joc — «Hear me coming» (3:57) (Танец Шона и Эмили на пляжной вечеринке) - edIT — «If you crump stand up» (4:22) (Финальный флэшмоб, танец полицейских-роботов) - The Heavy — «How you like me now?» (3:57) - Flo Rida — «Let it roll» (3:14) - Haley Reinhart — «Undone» (3:49) - Jagg — «Jungle ship» (2:48) (Финальный флэшмоб, танец с палками) - Radiohead — «Pyramid song» (Zeds Dead Illuminati remix) (4:53) (Флэшмоб-протест в деловых костюмах) |

## Выход
Даты выхода фильма в свет:
- 25 июля 2012 года — Нидерланды (из Facebook)
- 26 июля — Гонконг, Израиль, Нидерланды (из IMDb), Россия, Таиланд, Беларусь, Украина
- 27 июля — Эстония, Литва, Польша, США, Канада, Индия, Индонезия, Пакистан
- 1 августа — Бельгия, Филиппины
- 2 августа — Австралия, Камбоджа, Новая Зеландия, Малайзия
- 3 августа — Болгария, Вьетнам, Латвия
- 8 августа — Франция
- 9 августа — Дания и Португалия
- 10 августа — Ирландия, Тайвань, Великобритания, Австрия, Исландия (из Facebook)
- 12 августа — Швейцария
- 16 августа — Египет
- 15 августа — Исландия (из IMDb), Южная Корея
- 16 августа — ОАЭ
- 17 августа — Норвегия, Литва, ЮАР
- 24 августа — Испания (из Facebook)
- 30 августа — Чехия, Германия, Сингапур, Хорватия, Словакия, Словения
- 6 сентября — Венгрия
- 7 сентября — Испания (из IMDb), Румыния
- 13 сентября — Греция
- 20 сентября — Сербия и Черногория
- 5 октября — Мексика, Италия
- 8 ноября — Аргентина
- 9 ноября — Бразилия
- 23 ноября — Эквадор, Венесуэла
- 30 ноября — Колумбия, Панама
- 6 декабря — Чили
- 7 декабря — Уругвай
- 27 декабря 2012 года — Перу
- 22 февраля 2013 года — Финляндия
- 28 февраля 2013 года — Ливия

Первый официальный трейлер выпущен 30 января 2012 года. Второй официальный трейлер выпущен 30 марта 2012 года.